# La Chiripa
La Chiripa är en ort i Mexiko.   Den ligger i kommunen Doctor Arroyo och delstaten Nuevo León, i den centrala delen av landet, 500 km norr om huvudstaden Mexico City. La Chiripa ligger 1 793 meter över havet och antalet invånare är 152.
Terrängen runt La Chiripa är platt åt sydväst, men åt nordost är den kuperad. Runt La Chiripa är det mycket glesbefolkat, med 5 invånare per kvadratkilometer. Närmaste större samhälle är Doctor Arroyo, 19,9 km öster om La Chiripa. Omgivningarna runt La Chiripa är i huvudsak ett öppet busklandskap.